# Климпуш Орест Дмитрович
О́рест Дми́трович Кли́мпуш (нар. 14 лютого 1941, Ясіня, Угорське королівство, тепер у складі Рахівського району Закарпатської області) — український політик, інженер, дипломат. Надзвичайний і Повноважний Посланник України 1-го класу (липень 1999). Син Дмитра Климпуша — команданта Карпатської Січі (військових формувань незалежної української держави — Карпатської України в 1938–39 роках). Батько Іванни Климпуш-Цинцадзе, тесть Арчіла Цинцадзе.

## Кар'єра
З 1957 — робітник, автослюсар Ясінського ліспромгоспу. Навчався заочно в Хустському лісотехнікумі.
1959—1964 — здобував освіту в Київському автодорожньому інституті.
З 1965 — головний інженер-механік на Хустській автобазі Головльвівбуду.
1967—1970 — аспірант Київського автодорожнього інституту. Для захисту дисертації вступив до комуністичної партії.
З 1971 інженер, завідувач сектору, 1977—1988 — заступник директора з наукової роботи в Державному інституті автотранспорту.
У 1988 — директор інституту — генеральний директор ВО «Автотранспорт».
20 березня 1992 — 11 липня 1994 — Міністр транспорту України.
Народний депутат України 2-го скликання з березня 1994 (1-й тур), Рахівський виборчий округ № 172, Закарпатська область, висунутий трудовим колективом. Член групи «Конституційний центр». На час виборів: Міністр транспорту України. До грудня 1997 — голова підкомітету з питань залізничного, автомобільного та авіаційного транспорту Комітету з питань паливно-енергетичного комплексу, транспорту і зв'язку.
Радник Прем'єр-міністра України (в 1995).
8 грудня 1997 — 29 квітня 2002 — Надзвичайний і Повноважний Посол України в Угорській Республіці;
Надзвичайний і Повноважний Посол України в Республіці Словенія (27 березня 1998 — 29 квітня 2002, за сумісництвом).
Народний депутат України 4-го скликання з квітня 2002 по квітень 2006, виборчий округ № 75, Закарпатська область, самовисування. За 28,87 %, 17 суперників. На час виборів: Надзвичайний та Повноважний Посол в Угорщині і Словенії, безпартійний. Член фракції «Єдина Україна» (травень — червень 2002), член групи «Народовладдя» (червень 2002 — березень 2004), позафракційний (березень — квітень 2004), уповноважений представник групи «Центр» (квітень — червень 2004), член групи «Демократичні ініціативи Народовладдя» (червень — вересень 2004), член фракції партії «Єдина Україна» (вересень 2004 — січень 2006), член фракції політичної партії «Відродження» (з січня 2006). Голова підкомітету з питань автомобільного транспорту і дорожнього господарства Комітету з питань будівництва, транспорту, житлово-комунального господарства і зв'язку (з червня 2002), член постійної делегації Верховної Ради України в ПАРЄ (з червня 2002).
З 2005 р. — Голова Всеукраїнського об'єднання організацій роботодавців транспорту «Федерація роботодавців транспорту України». Віце-президент Всеукраїнського громадського об'єднання «Спілка ветеранів автомобільного транспорту України».

### Наукова кар'єра
Професор кафедри двигунів і теплотехніки Національного транспортного університету, кандидат технічних наук. Викладає дисципліну «Основи екології».
Академік Транспортної академії України (1992).
Професор Національного транспортного університету.
Автор (співавтор) понад 60 наукових публікацій, 3 наукових книг. Має 13 авторських свідоцтв.

## Відзнаки
- Орден «За заслуги» ІІІ ст. (червень 1997)[12], II ст. (лютий 2001)[13].